# Ảnh thật

Hình trên: Ảnh thật tạo bởi thấu kính hội tụ. Hình dưới: Ảnh thật tạo bởi gương cầu lõm.

Trong quang học, ảnh thật tập hợp các điểm hội tụ của tia sáng đến từ một vật thể. Khác với ảnh ảo, vốn là tập hợp các điểm hội tụ tưởng tượng bằng việc kéo dài các tia sáng phân kỳ, ảnh thật là tập hợp các điểm hội tụ thực sự của các tia sáng, nơi các photon ánh sáng thực sự đi vào.
Các ảnh thật có thể xuất hiện đằng sau dụng cụ quang học, nằm trên mặt phẳng tiêu của các tia sáng, và nếu đặt một màn hứng ảnh đằng sau dụng cụ đó thì sẽ được ảnh rõ nét. Trong nhiều hệ thống quang học đơn giản, ảnh thật ngược chiều với vật. Ví dụ về ảnh thật là hình ảnh xuất hiện trên màn ảnh được tạo bởi máy chiếu, hình ảnh nằm trên cảm biến của camera, hình ảnh nằm trên võng mạc của mắt.